# 大逆転将棋
『大逆転将棋』（だいぎゃくてんしょうぎ）は、NHK BS2で放送されていた将棋の特別番組で、バラエティ番組である。1996年から前身の番組が放送され、2002年からは年1回放送されていた。本記事では前身番組である『七冠王・羽生善治 大逆転十番勝負』（1996年5月放送）『羽生善治の新大逆転十番勝負』（1999年放送）『羽生善治の新春 大逆転五番勝負』（2000年1月放送）、リニューアル版として2018年よりNHK BSプレミアムで放送されている『一・二・三! 羽生善治の大逆転将棋』についても解説する。

## 概要
プロの棋士に対して考えられる最大のハンデを負わせ、テレビで初めてという数々の趣向を用意して、将棋通の芸能人やスポーツ選手と対戦していくのがコンセプトである。番組のタイトルは2005年までは『○○○○ バラエティー大逆転将棋xxxx』、2006年以降は『○○○○ 大逆転将棋xxxx』（○○○○は副題、xxxxは西暦、入らない回もあり）となっている。
前身番組では、トップ棋士である羽生善治が、歴史に残る名勝負の投了一手前の局面から、羽生が負けた側を、将棋通の芸能人やスポーツ選手を勝った側として対局を受け継ぐものであり『大逆転将棋』は、この番組を発展させた形で続けられている。
神吉宏充は、本番組の企画・構成を前身番組の時代から担当し、自ら司会を務めていた。2018年の再開以後は「ご意見番」を名乗る。
2019年4月より、一部の番組がAbemaTV（Abemaビデオ）にて配信されている。

## 過去の放送日
『大逆転○○番勝負』の時代（羽生のみ）
- 1996年：5月17日（再放送は6月2日、8月26日）
- 1999年：4月30日
- 2000年：1月5日 21:00-23:00

『大逆転将棋』
- 2002年：1月3日 19:30-21:30
- 2003年：1月3日 21:30-24:00
- 2004年：5月29日 19:30-21:30
- 2005年：1月29日 19:30-21:30
- 2006年：1月3日 16:00-18:00
- 2007年：1月3日 16:00-18:30
- 2008年：1月2日 16:00-18:40（8月には再放送も行われた。）
- 2009年：1月4日 13:00-15:30
- 2010年：1月1日 19:20-21:50
- 2011年：1月1日 19:20-21:52

『一・二・三! 羽生善治の大逆転将棋』
- 2018年：1月3日 19:30-21:00
- 2019年：1月3日 21:00-22:30

## 放送内容
肩書きおよび所属は、当時のもの。
対戦結果は、左が下手または先手、右が上手または後手。

### 1996年
放送日　1996年5月17日
『七冠王・羽生善治 大逆転十番勝負』
- 司会　神吉宏充六段
- 出演棋士　羽生善治竜王・名人（ほか5つを含め七冠独占）

概要
プロ将棋の投了の局面を見たとき、「なぜここで投了したの？」「まだ勝敗はわからないのでは？」と思う素人の将棋ファンはたくさんいる。そこで、神吉宏充六段は、投了図からの対局再開を企画し、当時、七冠王だった羽生善治が、ゲストを相手に10局のうち何局逆転勝ちができるかという番組として放送された。
なお、この企画（投了図からの大逆転）は、2002年以降の放送でも定番となっていて、羽生以外の棋士も対局を行っている。また近年は投了図をゲストの棋力に応じて神吉が選ぶ(もちろんプロは盤の布が上げられるまで、ゲストはスタジオでの簡単な解説と展開の方向性を解説者から受けるまでは知らない。)と言う方法が用いられている。
挑戦者ならびに出題対局の内容と結果
- ●渡辺徹－○羽生善治 「関根金次郎対坂田三吉の対局から（香落ち戦）（勝ち坂田）」
- ●塩田丸男－○羽生善治 「木村義雄対升田幸三の対局から（勝ち升田）」
- ●中野浩一－○羽生善治 「木村義雄対大山康晴の対局から（勝ち大山）」
- ●ジェームス三木－○羽生善治 「大山康晴対升田幸三の対局から（勝ち升田）」
- ●山本直純－○羽生善治 「大山康晴対中原誠の対局から（勝ち中原）」
- ●岡田裕介－○羽生善治 「中原誠対谷川浩司の対局から（勝ち谷川）」
- ●神田紅－○羽生善治 「中原誠対加藤一二三の対局から（勝ち加藤）」
- ○小林恵子（マジシャン）－●羽生善治 「谷川浩司対加藤一二三の対局から（勝ち加藤）」
- ●桂三枝（現・六代目桂文枝）－○羽生善治 「羽生善治対谷川浩司の対局から（勝ち谷川）」
- ●つのだじろう－○羽生善治 「羽生善治対佐藤康光の対局から（勝ち佐藤）」

1996年放送でのルール
負けた側を羽生が受け持ち、勝った側を挑戦者が受け持つ。持ち時間は、羽生はナシ（初手から1手30秒未満）。挑戦者もナシだが、2回の考慮時間（1分を1回とする）がある。対局前に挑戦者が振り駒で考慮時間が何回使えるかを決める。「歩」の数が出た分だけ加算される（例えば歩が3枚出れば、3回増えて計5回となる）。ただし、全部「と」が出た場合は5回加算される。つまり挑戦者の考慮時間は3回から7回となる。それを使い切ったら1手30秒未満で指さなければならない。

### 1999年
放送日　1999年4月30日
『羽生善治の新大逆転十番勝負』
- 司会　神吉宏充六段、藤森夕子
- 出演棋士　羽生善治四冠

挑戦者ならびに出題対局の内容と結果
- ●安部譲二－○羽生善治
- ●飯田覚士－○羽生善治
- ●叶弦大－○羽生善治
- ●せがわきり－○羽生善治
- ●岡田裕介－○羽生善治
- ●斉藤絵里－○羽生善治
- ●中西清起－○羽生善治
- ●石原良純－○羽生善治
- ●森本レオ－○羽生善治
- ●越野沙織－○羽生善治

### 2000年
放送日： 2000年1月5日 21:00-23:00
『羽生善治の新春 大逆転五番勝負』
- 司会 神吉六段（ピンクのスーツ）、かとうれいこ
- 軍師 内藤國雄九段
- アシスタント 大庭美樹女流1級（記録）、安食総子女流2級（読み上げ）

この年は、挑戦者側は「考慮時間5分」、羽生は「考慮時間なし」（秒読みは共に1手30秒）というルールで行われた。また局面が挑戦者側に不利と見た場合は、軍師役の内藤が1回のみ「待った」をかけることができ、その際は任意のタイミングまで局面を戻せる。
- ●渡辺徹 - ○羽生四冠（王位・王座・棋王・王将）
- ●藪恵壹（阪神タイガース） - ○羽生四冠

（応援ビデオ出演： 谷川浩司棋聖）
- △小結・雅山哲士　持将棋（引き分け）　△羽生四冠
- 特別対局　○石内奈々絵（高校1年） - ●羽生四冠
- ●丹波哲郎 - ○羽生四冠
- ●石立鉄男 - ○羽生四冠

### 2002年
放送日： 2002年1月3日 19:30-21:30
『頭脳の限界に挑戦!?バラエティー大逆転将棋』
- 司会：神吉宏充（棋士、六段）、華原朋美
- 出演
  - 棋士：丸山忠久（名人）、佐藤康光（九段）、深浦康市（七段）、浦野真彦（七段）、木村一基（六段）、清水市代（女流三冠）
  - タレント：丹波哲郎、綿引勝彦、石原良純、桂小米朝
- 解説：郷田真隆（棋聖）、内藤國雄（九段）

- 2015年1月28日 9:00-11:10、NHK BSプレミアム「プレミアムアーカイブス」で再放送
  - スタジオゲスト：中村太地六段
  - スタジオキャスター：内藤裕子

- 終局手数予想対局

（平手。3手指した時点でプロが終局手数を予想し、それ以外の手数ならプロの負け。）
◯丹波哲郎 - ●丸山忠久名人 （丸山名人は80手を予想したが、80手経過時点で投了。）
- 脳内対局10秒将棋

●深浦康市七段 - ○木村一基六段（124手）
解説 郷田真隆棋聖
- 握り詰め

（王将以外の駒を駒袋に入れ、丹波哲郎が袋の中身を握って取り出した駒で詰将棋を即興作成。）
浦野真彦七段が1分程度で35手詰（ミニ煙）を作成した。
- 下手二枚落ち対局

（下手の27の歩と77の歩を落とした状態で対局開始）
●桂小米朝 - ◯清水市代女流三冠
解説 内藤國雄九段
- 大逆転投了図二面指し

（綿引は第7期竜王戦第2局の投了図から対局開始）
（石原は第47期王将戦第3局の投了図から対局開始）
●綿引勝彦 - ◯佐藤康光九段
●石原良純 - ◯佐藤康光九段
解説 内藤國雄九段（綿引側）、郷田真隆棋聖（石原側）

### 2003年
放送日： 2003年1月3日 21:30-24:00
『バラエティ大逆転将棋 頭脳の限界に挑戦 将棋・極限の極限』
- 司会 神吉六段、華原朋美
- やりたい放題将棋

○錦織健 - ●高橋和女流二段
- 脳内対局10秒将棋：予選

●藤倉勇樹四段 - ○山崎隆之五段
- 詰将棋

浦野真彦七段による煙詰の紹介
- 脳内対局10秒将棋：決勝

●山崎隆之五段 - ○木村一基六段（木村が2連覇）
- 大逆転投了図対局

第1局：●石井浩郎 - ○谷川浩司王位
第2局：●ジェームス三木 - ○佐藤康光棋聖・王将

### 2004年
放送日： 2004年5月29日 19:30-21:30
『大逆転将棋2004』
- 司会 神吉六段（白のスーツ）、華原朋美
- アシスタント 島井咲緒里女流初段、岩根忍女流1級
- 第一局　『探る大走査線将棋』

●山本譲二 - ○清水市代女流名人・女流王位&中井広恵女流王将・倉敷藤花ペア
- 第二局　脳内対局10秒将棋

●木村一基七段 - ○佐藤康光棋聖 （木村が駒台にない歩を打って反則負け。3連覇ならず。）
- 第三局　やりたい放題将棋

●つるの剛士 - ○深浦康市八段
- 第四局　やりたい放題将棋 Part2

●桜井賢（THE ALFEE） - ○久保利明NHK杯
- デビル神吉の双玉詰め将棋
- 第五局　大逆転投了図対局

●ジェームス三木 - ○谷川浩司王位・棋王

### 2005年
放送日： 2005年1月29日 19:30-21:30
『大逆転将棋2005』
- 司会 神吉六段（ベージュのスーツ）、華原朋美
- アシスタント 島井咲緒里女流初段（記録）、岩根忍女流1級（読み上げ）

- 第1局　やりたい放題将棋2005

○矢崎滋・深浦康市八段ペア - ●香田晋・中井広恵女流王将ペア
- 第2局 特別企画 米長・内藤 最終決戦　（はさみ将棋）

○米長邦雄永世棋聖 - ●内藤國雄九段
立会：谷川浩司棋王 読み上げ：村田智穂女流初段
- デビル神吉の双玉詰め将棋

- 将棋・反則負け特集

- 第3局　脳内対局10秒将棋[3]

●行方尚史七段 - ○佐藤康光棋聖（佐藤2連覇）
刺客（=行方）の送り手・解説　木村一基七段
- NHK杯で見た！ 好局・珍局　あの一手！！

- 第4局　大逆転投了図対局

○広澤克実（阪神タイガース） -  ●清水市代女流三冠（女流名人・女流王位・倉敷藤花）

### 2006年
放送日： 2006年1月3日 16:00-18:00
『大逆転将棋2006』
- 司会 神吉六段（黒の紋付和服）、華原朋美
- アシスタント 本田小百合女流二段（記録）、岩根忍女流初段（読み上げ）
- 第1局 大逆転投了図対局Part1

●錦織健 - ○谷川九段
- 第2局 脳内対局10秒将棋

●橋本崇載五段 - ○佐藤康光棋聖（佐藤3連覇）
- プロ棋士反則ランキング

- 第3局 もしも将棋Part1

（下手の玉に王手がかかるまで、上手は持ち駒を使えない）
●矢崎滋 - ○瀬川晶司四段
- 第4局 究極のはさみ将棋　第二章

●谷川浩司九段 - ○米長永世棋聖（防衛） - 引き分けにより先手負け
- 第5局 もしも将棋Part2

（上手の駒は成ることができない）
●つるの剛士 - ○清水市代女流三冠（女流名人・女流王位・倉敷藤花）
- 第6局　大逆転投了図対局Part2

●ジェームス三木 - ○森内俊之名人
付添い（‘待った’と助言）：　清水市代女流三冠

### 2007年
放送日： 2007年1月3日 16:00-18:30
『大逆転将棋2007』
- 司会 神吉六段（オレンジのスーツ）、嘉門洋子
- アシスタント 上田初美女流初段、伊奈川愛菓女流2級
- 新企画　風林火山将棋（上手が地雷を踏むと、下手に特典）

●矢崎滋 - ○深浦康市八段
付添い（軍師）： 木村一基七段
- 新企画第2弾　わらしべ将棋（駒台（持ち駒）取替え、盤面180°回転、各1回まで）

●板倉俊之（インパルス） - ○木村一基七段
アドバイザ（待った）： 矢内理絵子女流名人
- はさみ将棋名人戦　最終章・陣屋決戦

●加藤一二三九段 - ○米長邦雄永世棋聖
- 閑話休題　羽生の記憶　〜プロ棋士の脳内力とは！？〜（羽生三冠が棋譜を記憶し、終局図を大盤に再現。）

1問目（羽生が初タイトルを獲得した第2期竜王戦第8局の棋譜）：1分44秒で記憶完了。
2問目（矢崎滋と木村一基の練習将棋の棋譜=98手）：4分44秒で記憶完了。
- 脳内対局10秒将棋

○石橋幸緒女流四段 - ●矢内理絵子女流名人
- 閑話休題　詰将棋　〜見事「王」を詰められるか！？〜

浦野真彦七段による曲詰めの紹介
- 大逆転投了図対局

○井川慶（ニューヨーク・ヤンキース） - ●森内俊之名人（棋王）
○斎藤栄 - ●羽生善治三冠（王位・王座・王将）
この年以降、プロは初手から1手10秒未満。ゲストは持ち時間10分、使いきった場合は1手30秒未満。

### 2008年
放送日： 2008年1月2日 16:00-18:40（同年8月に再放送）
『大逆転将棋2008』
- 司会 神吉六段（ライトグリーンのスーツ）、山崎バニラ
- アシスタント 鈴木環那女流初段（秒読み・記録）、藤田綾女流初段（読み上げ）
- 風林火山将棋

●綿引勝彦 - ○木村八段
軍師（付添い）：藤井猛九段
- T-1（詰めワン）グランプリ

100問 柳田明（詰将棋作家）
93問 笠井友貴（女流アマ名人、東京大学在学）
92問 北脇駿（小学生、詰将棋ジュニアチャンピオン）
90問 加藤一二三九段
73問 中村桃子女流2級
- 脳内対局10秒将棋

●久保利明八段 - ○佐藤康光NHK杯・棋聖・棋王（佐藤4連覇）
- はさみ将棋女流名人戦

●中井広恵女流六段 - ○清水市代女流王将・倉敷藤花
- ミステリー将棋（プロ棋士同士が指している将棋が、どんな変則ルールかをゲストが推理する）

○村田顕弘四段（反則） ●及川拓馬四段
正解者： 綿引
- 新企画　振り駒将棋

（振り駒で、動かせる筋（縦の列）の偶数・奇数を決める。しかも投了図から。）
●せがわきり - ○藤井九段
待った・アドバイス：羽生善治王座・王将
- 大逆転投了図対局Part1

●吉野誠（オリックス・バファローズ） - ○羽生王座・王将
アドバイザー：久保八段
- 大逆転投了図対局Part2

○内藤大助（WBCフライ級王者） - ●羽生王座・王将
アドバイザー：佐藤NHK杯・棋聖・棋王

### 2009年
放送日： 2009年1月4日 13:00-15:30
『大逆転将棋2009』
- 司会 神吉六段（ピンクのスーツ）、岩崎ひろみ[7]
- ゲストコメンテーター 夏川純
- アシスタント 藤田綾女流初段、山口恵梨子女流2級
- 第1局　風林火山将棋2009

「羞（風）」、「恥（林）」、「心（火）」、「つるの（山）」の4つの地雷
○つるの剛士 - ●中村桃子女流2級
軍師・付き添い： 橋本崇載七段
- 第2局 T-1（詰めワン）グランプリ

100問 宮田敦史五段
73問 柳田明　2連覇ならず
29問　熊倉紫野女流1級、宮沢福人（小学4年生、アマチュア二段）
- 第3局　脳内対局10秒将棋

●藤井猛九段 - ○佐藤康光NHK杯・棋王（佐藤5連覇）
- 第4局　ステルス将棋（上手の初形の配置を、麻雀牌形の駒を使って決める）

●矢崎滋 - ○木村一基八段
アドバイザー： 深浦康市王位
●鈴木真里（2001年女流アマ名人、2006年学生女流名人） - ○羽生善治名人（棋聖・王座・王将）
- 第5局　The 60's 1分切れ負け将棋トーナメント

●山崎隆之七段 （時間切れ） ○阿久津主税六段
●橋本崇載七段 （時間切れ） ○村山慈明五段　
○阿久津六段 （詰み） ●村山五段
- 大逆転投了図対局Part1

○久保田智之（阪神タイガース） - ●深浦康市王位
アドバイザー： 藤井九段
- 大逆転投了図対局Part2

●逢坂剛 - ○羽生善治名人
アドバイザー： 佐藤NHK杯・棋王

### 2010年
放送日： 2010年1月1日 19:20-21:50
『大逆転将棋2010』
- 司会 神吉六段（オレンジのスーツにグリーンの眼鏡）、岩崎ひろみ
- ゲストコメンテーター 加藤紀子
- アシスタント 井道千尋女流初段、渡辺弥生女流2級
- 第1局 ステルス将棋2010

●山崎バニラ - ○岩根忍
- 第2局 The 60's 1分切れ負け将棋トーナメント

●豊島将之五段（104手） ○佐藤天彦五段
○稲葉陽四段（135手） ●中村亮介五段
○佐藤（天）五段（111手） ●稲葉四段
- 第3局 脳内対局10秒将棋

○羽生善治名人・NHK杯（154手・反則）　●佐藤康光九段
（佐藤、二歩で6連覇ならず）
- 第4局　詰-1グランプリ・ザ・ファイナル

1位（100問、タイム=35分）宮田敦史五段、2位（99問）広瀬章人五段、3位（97問）竹中健一元アマ名人、4位（67問）上田初美女流二段
- 第5局　マニフェスト将棋

●矢崎滋 - ○木村一基
木村に課せられたマニフェストは、ダーツで選ばれた4つ。「詰んでいる形でも1回は詰ましません」、「初手から30手まで飛車は動かしません」、「王手されても逃げません」、「初手から10手以内に角と歩を交換します」。
- ＊神吉宏充が選ぶトン死ベスト3

- 第6局　大逆転投了図対局Part1

●逢坂剛 - ○久保利明棋王　…第67期名人戦第7局（2009年6月23日-24日）　羽生（勝ち）vs郷田真隆の投了図から
（番組の最後で、逢坂に羽生から三段の免状が手渡された。）
- 第7局　大逆転投了図対局Part2

●石井浩郎 - ○羽生名人　…第58期王将戦第2局（2009年1月28日-29日）　深浦康市（勝ち）vs羽生の投了図から

### 2011年
- 放送日時：2011年1月1日19:20-21:52

「大逆転将棋2011～原点回帰!!投了図対局スペシャル」
- 司会 神吉七段（パープルのスーツ）、南野陽子
- アシスタント 中村桃子女流1級（読み上げ）、山口恵梨子女流初段（記録）
- 第1局 仕分け将棋投了図対局

●鳥羽一郎 - ○久保利明棋王・王将　…第12期棋王戦第1局（1987年2月16日）　高橋道雄（勝ち）vs谷川浩司の投了図から
仕分け人： 香田晋
- 第2局　風林火山投了図対局

○山崎バニラ - ●上田初美女流二段　…第28期棋王戦第5局（2003年3月20日）　丸山忠久（勝ち）vs羽生善治の投了図から
軍師・付き添い： 山崎隆之七段
- 第3局 Ｗ脳内対局10秒将棋

○山崎隆之七段・糸谷哲郎五段ペア（89手）　●阿久津主税七段・戸辺誠六段ペア
- 第4局　斜め45度？投了図対局

●香田晋 - ○三浦弘行八段　…第68期名人戦第3局（2010年5月6日-7日）　羽生善治（勝ち）vs三浦弘行の投了図から
アドバイザー： 上田初美女流二段
- うそ！本当？将棋事件簿

- 第5局　元祖 大逆転投了図対局ROUND1

●二宮清純 - ○広瀬章人王位　…第81期棋聖戦第3局（2010年6月26日）　羽生善治（勝ち）vs深浦康市の投了図から
アドバイザー： 三浦弘行八段
- 第6局　元祖 大逆転投了図対局ROUND2

○森田正光 - ●羽生善治NHK杯・名人　…第35期棋王戦第1局（2009年2月8日）　久保利明（勝ち）vs佐藤康光の投了図から
アドバイザー： 久保利明棋王・王将

### 2018年
- 放送日時：2018年1月3日19:30-21:00

「一・二・三! 羽生善治の大逆転将棋」
- 司会 千原ジュニア、高梨臨
- 出演
  - 棋士：羽生善治（竜王）、加藤一二三（九段）[10]、中村太地（王座）、神吉宏充（七段）、佐々木勇気（六段）、藤井聡太（四段）、香川愛生（女流三段）、宮宗紫野（女流初段）、飯野愛（女流1級）
  - タレント：東出昌大、つるの剛士、夢眠ねむ（でんぱ組.inc）、バービー（フォーリンラブ）、山本博（ロバート）、桂文枝

- 羽生＆ひふみん 新春ビッグ対談
- 第1局　将棋初心者とプロ棋士のペアマッチ：中村太地＆バービー - 佐々木勇気＆夢眠ねむ
各ペアとも途中2回「ひふみんカード」（待った＆加藤一二三のアドバイスがもらえる）を使用することができる。
- ひふみん・羽生 天才伝説
- 藤井聡太特製 詰将棋に挑戦
- 第2局　AIを倒せ!：電王手一二さん＆ponanza - 山本博、電王手一二さん＆ponanza - つるの剛士
実際に将棋電王戦で使用された指し手ロボットをスタジオに持ち込んでの対局。タレント側が有利な局面（山本は「評価値+30000」、つるのは「評価値+2400」）の局面から対局を開始する。
- 第3局　おみくじ将棋：香川愛生 - 桂文枝
前年11月18日にニコニコ生放送で行われた「ニコニコ大逆転将棋」のダイジェスト版。タレント側はおみくじを引き、その内容に応じたハンデキャップをもらうことができる。
- 第4局　大逆転投了図対決：羽生善治 - 東出昌大
前年の棋聖戦五番勝負第4局・羽生 - 斎藤慎太郎七段の投了図から対局開始。

### 2019年
- 放送日時：2019年1月3日21:00-22:30

「一・二・三! 羽生善治の大逆転将棋2019」
- 司会 千原ジュニア
- 出演
  - チーム羽生：羽生善治（九段）、高見泰地（叡王）、竹俣紅（女流初段）、加藤歩（ザブングル）、最上もが、石田純一
  - チームひふみん：加藤一二三（九段）、阿久津主税（八段）、松浦真也（吉本新喜劇）、鈴木奈々、電王手一二さん＆ponanza、上地雄輔
  - その他棋士：藤井聡太（七段）、神吉宏充（七段）、和田あき（女流初段）、塚田恵梨花（女流1級）
  - その他タレント：玉木宏
  - 詰将棋かるた
    - 出場：斎藤慎太郎（王座）、行方尚史（八段）、窪田義行（七段）、佐々木勇気（七段）
    - 解説等：木村一基（九段）、神吉宏充、鈴木環那（女流二段）、中村桃子（女流初段）、

- 第1局　混合ダブルス対局：高見泰地＆最上もが - 阿久津主税＆鈴木奈々
各ペアとも途中2回「待った」が可能で、その際は羽生・加藤のアドバイスがもらえる。
- 藤井聡太からの挑戦状 特製詰将棋
- 羽生×ひふみん×玉木 新春スペシャル対談
- 第2局　最強AIに挑戦!：電王手一二さん＆ponanza - 加藤歩
前年に続いての企画。タレント側が有利な局面（評価値+3800）の局面から対局を開始する。
- 第3局　持駒まんぷく! 裸の王様将棋：竹俣紅 - 松浦真也
タレント側は玉のみが盤上に配置され、残りの駒は全て持ち駒となった状態で対局を開始する（プロ側は通常の駒配置）。持ち時間もタレント側「10分、切れたら一手30秒」に対しプロ側「一手10秒」とタレント有利。
- 羽生×ひふみん×玉木 新春スペシャル対談 Part2
- 詰将棋かるた
前年に引き続きニコニコ生放送とのコラボ企画で、前年12月2日にニコニコ生放送で配信された企画のダイジェスト。
- 第4局　いだてん将棋：加藤一二三 - 石田純一
タレント側は自陣から五段目までの間で自由に駒を配置できる（ただし各列の先頭になる駒は必ず歩である必要がある）。2019年の大河ドラマ『いだてん〜東京オリムピック噺〜』にちなんで命名された。加藤は引退後公の場では初めての対局となる。実際にはタレント側の駒の初期配置は羽生が考案したものを使用した。
- 第5局　大逆転投了図対決：羽生善治 - 上地雄輔
2001年の竜王戦七番勝負第1局・羽生 - 藤井猛竜王の投了図から対局開始。

### 2020年
- 放送日時：2020年1月2日19:30-21:00

「一・二・三! 羽生善治の大逆転将棋2020」
- 司会 千原ジュニア
- 出演
  - 棋士：羽生善治（九段）、加藤一二三（九段）、森内俊之（九段）、神吉宏充（七段）、藤井聡太（七段）、三枚堂達也（七段）、都成竜馬（六段）、山根ことみ（女流二段）、中村桃子（女流初段）
  - タレント：萩本欽一、つるの剛士、光浦靖子、浜口京子、伊藤かりん

## 関連書籍
- 羽生善治 大逆転十番勝負（実業之日本社、ISBN 978-4408394572）